# Глобальна кухня

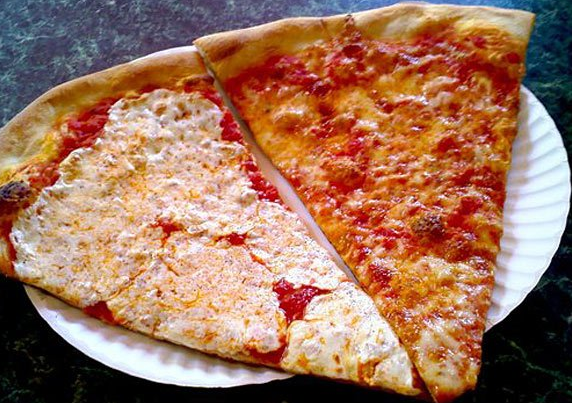
Піца в Нью-Йорку — приклад італійської світової кухні.

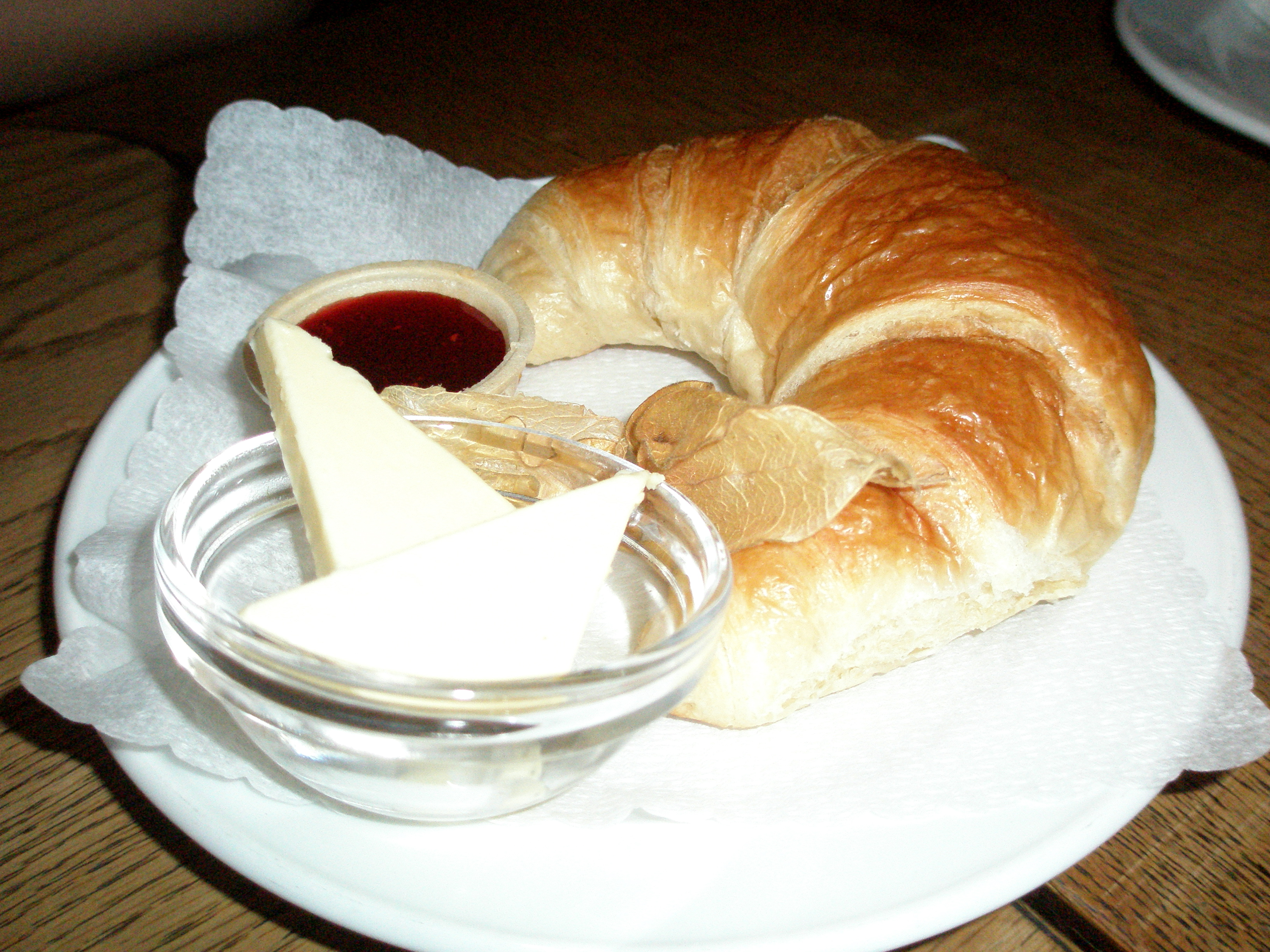
Французький круасан можна зустріти у всьому світі

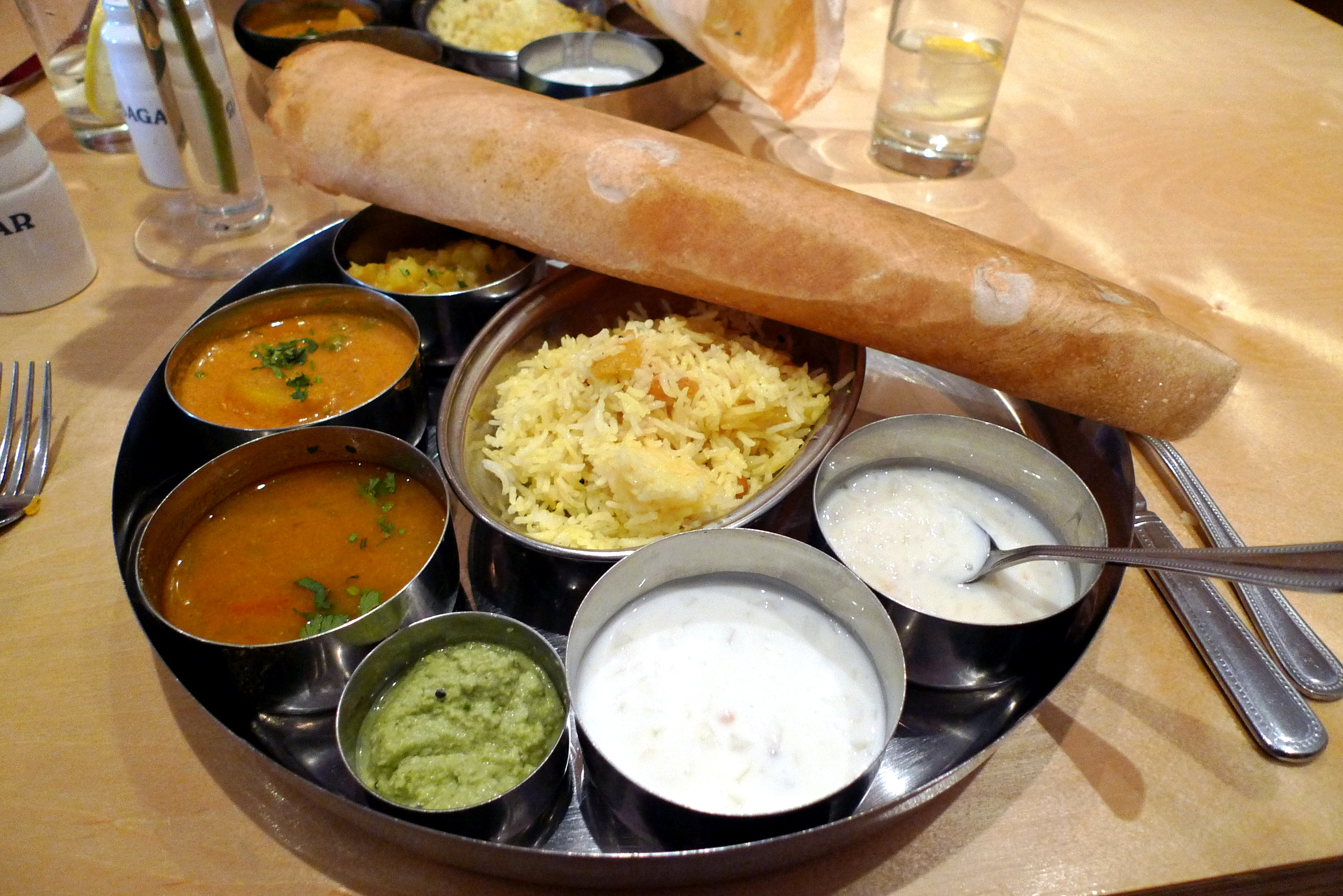
Індійська їжа у Великій Британії

Глобальна або Світова кухня — це кухня, поширена по всьому світу. Кухня — характерний стиль кулінарних практик і традицій, часто пов'язаний з певним регіоном, країною або культурою. Щоб стати глобальною кухнею, місцева, регіональна або національна кухня має поширитися по всьому світу, а її страви подаватимуться повсюдно. Цей процес був запущений завдяки зростанню глобалізації.
Протягом XX сторіччя людство досягнуло значних покращень у галузі зберігання, транспортування та виробництва продуктів харчування, і сьогодні багато країн, міст і регіонів мають доступ до своїх традиційних кухонь та багатьох інших світових кухонь.
В умовах кулінарної глобалізації місцева кухня стала товаром і подається у світі, особливо у країнах Заходу. При цьому така кухня може отримувати свої особливості, нові страви, які відрізняють її від кухні-прародителя. Наприклад, це американська італійська кухня або рол Каліфорнія японської кухні.
Прикладами глобальної кухні можуть бути такі кухні.

## Північна Америка

### США
Американська кухня — це традиції приготування їжі, що виникли у Сполучених Штатах Америки. Харчові практики корінних народів Америки та місцеві продукти, європейська колонізація Америки та приплив іммігрантів з багатьох країн призвели до різноманітності у приготуванні їжі по всій країні. Америка є одним із творців сучасного фаст-фуду, що набув поширення у вигляді страв та ресторанів швидкого харчування по всьому світу.